# Биркс, Янис
Янис Биркс (латыш. Jānis Birks, род. 31 июля 1956, Рига, Латвийская ССР, СССР) — латвийский политик и врач, бывший мэр города Риги (2007–2009).

## Карьера
В 1980 году окончил Рижский медицинский институт по специальности «анестезиолог-реаниматолог». Работал в 1-й Рижской больнице, больнице «Гайльэзерс», преподавал в медицинском училище. Был директором, затем председателем правления Латвийского морского медицинского центра.
В 2001 году был избран в Рижскую думу от объединения ТБ/ДННЛ, возглавил его фракцию, в 2005 г. переизбран в думу, будучи лидером списка и кандидатом в мэры.
В 2006 г. избран заместителем председателя ТБ/ДННЛ.
С 2007 по 2009 год являлся мэром Риги. Российские СМИ сообщали, будто Биркс во время церемонии передачи власти отказался отдать своему преемнику Нилу Ушакову главный символ градоправителя — массивную позолоченную цепь; в действительности же, Янис Биркс лишь отказался лично участвовать в этой церемонии.

## Личная жизнь
Женат, имеет двоих детей.
Сын Биркса, Мартиньш, также активно участвует в политике, состоит в партии TB/LNNK.

## Награды
- Орден князя Ярослава Мудрого IV степени (25 июня 2008 года, Украина) — за весомый личный вклад в развитие украинско-латвийского сотрудничества[2].